# Jef Vanthournout
Jef Vanthournout (Varsenare, 2 oktober 1961) is een Belgische jeugdvoetbaltrainer bij Club Brugge en voormalig voetballer .
Vanthournout speelde als middenvelder achtereenvolgens voor SV Oostkamp, Cercle Brugge, FC Eeklo en SVD Handzame. Hij speelde tussen 1983 en 1990 177 wedstrijden voor Cercle in de hoogste afdeling, daarin kon hij driemaal scoren. In 1985 won hij de Beker van België en in 1986 stond Cercle in de finale van de beker. 
Na zijn voetbalcarrière werd Vanthournout assistent-trainer van Cercle Brugge. Vooraleer bij de jeugd van stadsgenoot Club Brugge terecht te komen, trainde hij SC Blankenberge, SK Gullegem, Wevelgem City en SK Maldegem.